# ريتشارد بي. فريمان
ريتشارد بي. فريمان (بالإنجليزية: Richard B. Freeman)‏ هو اقتصادي أمريكي، ولد في 29 يونيو 1943 في نيوبورغ في الولايات المتحدة.

## وصلات خارجية
- ريتشارد بي. فريمان على موقع إن إن دي بي (الإنجليزية)